# Parlement van Griekenland
Het Parlement van Griekenland (Grieks: Βουλή των Ελλήνων, Vouli ton Ellinon), ook bekend onder de naam Vouli, is gehuisvest in het Oude Koninklijke Paleis dat uitkijkt over het Syntagmaplein in Athene. Griekenland heeft een eenkamerstelsel. In de periode 1844–1863 en 1927–1935 had Griekenland een tweekamerstelsel, namelijk een Senaat en een Huis van Afgevaardigden.

## Geschiedenis
Hoewel er tijdens de Griekse Onafhankelijkheidsoorlog verschillende volksvergaderingen hebben plaatsgevonden, werd het nationale parlement pas in 1843 opgericht na een revolutie tegen Koning Otto I die hem er toe dwong een grondwet op te stellen. In 1911 had er een herziening plaats van de grondwet. Hierin werd meer nadruk gelegd op mensenrechten en kreeg het parlement meer bevoegdheden. Na de beëindiging van een zevenjarig dictatorschap door het Kolonelsregime stemden de Grieken in een referendum massaal voor een parlementaire republiek in plaats van een constitutionele monarchie.

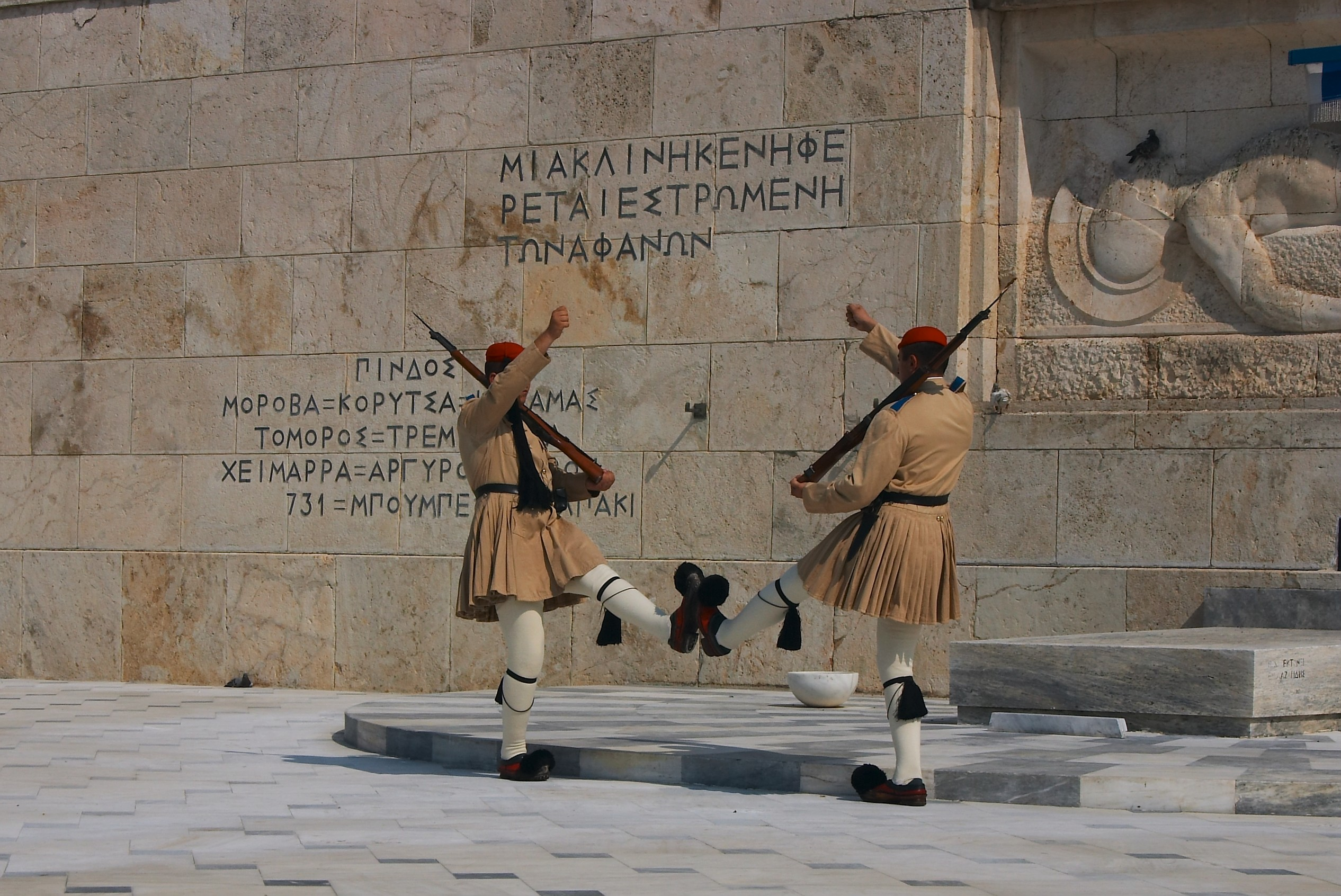
Tombe van de onbekende soldaat voor het parlementsgebouw

Het parlement had van 1843 tot 1854 en van 1875 tot 1943 zitting in het Oude Parlementsgebouw aan de Stadiou Straat in Athene. Het huidige gebouw is een voormalig koninklijk paleis. Het gebouw werd ontworpen door Friedrich von Gärtner en was af in 1843. Daarna werd het bewoond door leden van de Griekse monarchie. In 1909 raakte het gebouw beschadigd door een brand en werd voor een lange periode gerenoveerd. Daarna trokken weer leden van het Griekse koninklijk huis in het gebouw. Dit duurde tot 1924, toen de monarchie werd afgeschaft. Daarna functioneerde het gebouw onder andere als museum en ziekenhuis. In november 1929 stelde de regering het gebouw ter beschikking aan het parlement voor haar zittingen. Deze trok daar in 1935 in.
Het parlementsgebouw heeft twee hoofdingangen. Aan de westkant kijkt het uit op het Syntagma plein en de Tombe van de onbekende soldaat. Aan de oostkant kijkt men uit over de Nationale Tuin van Athene.

## Procedureel

### Samenstelling
Het Griekse parlement heeft 300 leden. Deze worden elke vier jaar door middel van verkiezingen aangewezen. Er geldt daarvoor een kiesdrempel van 3 procent. De kiesleeftijd ligt op 18 jaar. Universiteitsprofessoren en ambtenaren (alsook militairen) mogen zich geen kandidaat stellen tenzij zij hun functie neerleggen voordat ze bekendmaken zich verkiesbaar te stellen (Grondwet van Griekenland, artikel 56).

### Wetswijziging
Bij een wetsvoorstel stemt het parlement driemaal. Ten eerste over het grondbeginsel dat aan de wet ten grondslag ligt, ten tweede over elk artikel apart (met het oog op amendementen) en ten derde over de wet als geheel. Als een wet is goedgekeurd wordt deze aangekondigd in de staatscourant.
Het parlement heeft het recht om de grondwet te herzien of te wijzigen, met uitzondering van de artikelen over de staatsvorm (een parlementaire republiek en de keuze van een president) en de artikelen over mensenrechten. Deze zijn onveranderlijk. De grondwet wordt gewijzigd als in twee periodes met verkiezingen daartussen het parlement voor de wijziging stemt. Dit moet eenmaal met zestig procent van de stemmen en eenmaal met vijftig procent van de stemmen + één.

### Immuniteit
Leden van het parlement hebben parlementaire onschendbaarheid. Dit geldt niet ten aanzien van civiele procedures. Het parlement kan door middel van een afzettingsprocedure of een stemming de immuniteit opheffen of opschorsen. De immuniteit geldt niet wanneer iemand op heterdaad wordt betrapt terwijl hij of zij een delict begaat.